# 반시민
반시민(Anticitizen)은 하프라이프 2에 등장하는 군집단을 일컫는 말로, 하프라이프 2에서 지구를 점령한 콤바인 제국에게 대항하기 위해 지구 각지에 존재하는 레지스탕스이다.

## 상세
본래 반시민이라는 용어는 감시인에 의해 정의된 용어로, 시민으로서의 준수 행동을 어긴 사회분자들을 지칭하는 것이다. 기동대나 콤바인 솔져의 교신 내용과, 하프라이프 2의 챕터 이름으로 등장하기도 한 반시민 1(Anticitizen 1)은 바로 이들을 총칭하는 분류 어휘인 것이다. 고든 프리맨 또한 이 분류에 포함되어 있으며, 콤바인들은 이들을 사살하거나 그들의 수용소인 노바 프로스펙트로 압송하는 임무를 맡고 있다.
반시민은 콤바인의 감시가 미치지 않는 곳곳에 일정거리마다 전초기지를 세우고 서로 교신하며, 상황에 따라 콤바인에 대항하거나 그들의 주요 거점지를 공격하고 후퇴하는 게릴라전을 벌이는데 주력하고 있으며, 시민들이 자신들의 뜻에 동참하도록 연결망을 만들어 지원 병력을 늘리기도 한다. 또한 보급 물자를 비치 시켜 상호간에 주고 받기도 한다. 그들의 무기와 탄약은 대부분 콤바인에게서 노획하여 사용하는 것으로, SMG와 샷건, 펄스 라이플, RPG 등이 있다.